# Canthylidia pallida
Canthylidia pallida là một loài bướm đêm trong họ Noctuidae.